# Persone di cognome Davidson
| Questa pagina contiene informazioni ricavate automaticamente dalle voci biografiche con l'ausilio del template Bio e di un bot. L'aggiornamento è periodico e automatico e ricostruisce completamente la pagina. Se manca una persona in questa lista, sei pregato di non aggiungerla, ma accertati piuttosto che la sua voce biografica contenga il template Bio e che i dati anagrafici siano correttamente compilati. Se il template Bio manca, inseriscilo tu stesso o, in alternativa, metti l'avviso {{tmp\|Bio}} che ne segnala la mancanza. Se i dati riportati sono sbagliati, correggi direttamente la voce biografica; le modifiche saranno visibili in questa lista entro pochi giorni. Per chiarimenti vedi il progetto antroponimi. La lista contiene solo le 57 persone che sono citate nell'enciclopedia e per le quali è stato implementato correttamente il template Bio. Pagina aggiornata al 21 gen 2025. |

Questa è una lista di persone presenti nell'enciclopedia che hanno il cognome Davidson, suddivise per attività principale.

## Allenatori di calcio(2)
- Alan Davidson, allenatore di calcio, ex calciatore e ex giocatore di calcio a 5 australiano (Melbourne, n. 1960)
- Callum Davidson, allenatore di calcio e ex calciatore scozzese (Stirling, n. 1976)

## Arbitri di rugby a 15(1)
- Hollie Davidson, arbitro di rugby a 15 scozzese (Aboyne, n. 1992)

## Arcivescovi anglicani(1)
- Randall Davidson, arcivescovo anglicano britannico (Edimburgo, n. 1848 - Londra, † 1930)

## Attori(10)
- Doug Davidson, attore statunitense (Glendale, n. 1954)
- Hugh Davidson, attore e sceneggiatore statunitense
- Jeremy Davidson, attore e regista statunitense (Vestal, n. 1971)
- Jim Davidson, attore statunitense (Lewisburg, n. 1963)
- John Davidson, attore statunitense (New York, n. 1886 - Los Angeles, † 1968)
- John Davidson, attore, cantante e showman statunitense (Pittsburgh, n. 1941)
- Laurie Davidson, attore britannico (Dulwich, n. 1992)
- Max Davidson, attore tedesco (Berlino, n. 1875 - Woodland Hills, † 1950)
- Pete Davidson, attore e comico statunitense (New York, n. 1993)
- William B. Davidson, attore statunitense (Dobbs Ferry, n. 1888 - Santa Monica, † 1947)

## Attrici(3)
- Amy Davidson, attrice statunitense (Phoenix, n. 1979)
- Eileen Davidson, attrice statunitense (Artesia, n. 1959)
- Holly Davidson, attrice britannica (Ludlow, n. 1980)

## Biologi(1)
- Eric Davidson, biologo statunitense (New York, n. 1937 - Pasadena, † 2015)

## Calciatori(4)
- Iain Davidson, ex calciatore scozzese (Kirkcaldy, n. 1984)
- Jimmy Davidson, calciatore scozzese (Douglas Water, n. 1925 - † 1996)
- Jason Davidson, calciatore australiano (Melbourne, n. 1991)
- Murray Davidson, ex calciatore scozzese (Edimburgo, n. 1988)

## Calciatrici(1)
- Tierna Davidson, calciatrice statunitense (Menlo Park, n. 1998)

## Canottieri(1)
- Frederick Davidson, canottiere britannico (n. 1998)

## Cavalieri(1)
- Bruce Davidson, cavaliere statunitense (n. 1949)

## Cestiste(2)
- Lucille Davidson, cestista e tennista statunitense (Lee's Summit, n. 1924 - † 2009)
- Penina Davidson, cestista neozelandese (Auckland, n. 1995)

## Cestisti(2)
- Jermareo Davidson, ex cestista statunitense (Atlanta, n. 1984)
- Kenneth Davidson, cestista e allenatore di pallacanestro statunitense (San Anselmo, n. 1919 - Palm Beach, † 1988)

## Chitarristi(1)
- Dean Davidson, chitarrista e cantante statunitense (Filadelfia)

## Dirigenti sportivi(1)
- George Davidson, dirigente sportivo, imprenditore e ciclista su strada britannico (Letham, n. 1865 - Rapallo, † 1956)

## Filosofi(2)
- Arnold Davidson, filosofo statunitense (n. 1955)
- Donald Davidson, filosofo statunitense (Springfield, n. 1917 - Berkeley, † 2003)

## Fotografi(1)
- Bruce Davidson, fotografo statunitense (Oak Park, n. 1933)

## Giocatori di football americano(2)
- D.J. Davidson, giocatore di football americano statunitense (Mesa, n. 1997)
- Marlon Davidson, giocatore di football americano statunitense (Montgomery, n. 1998)

## Imprenditori(1)
- Bill Davidson, imprenditore e dirigente sportivo statunitense (Detroit, n. 1922 - Bloomfield Hills, † 2009)

## Medici(1)
- Georgina Davidson, medico scozzese (Edimburgo, n. 1886)

## Modelle(1)
- Kirsten Davidson, modella australiana

## Piloti automobilistici(1)
- Anthony Davidson, ex pilota automobilistico britannico (Hemel Hempstead, n. 1979)

## Politici(2)
- James Ole Davidson, politico norvegese (Årdal, n. 1854 - Madison, † 1922)
- Warren Davidson, politico statunitense (Troy, n. 1970)

## Produttori cinematografici(2)
- Boaz Davidson, produttore cinematografico, regista e sceneggiatore israeliano (Tel Aviv, n. 1943)
- Paul Davidson, produttore cinematografico e imprenditore tedesco (n. 1867 - † 1927)

## Registi(3)
- Adam Davidson, regista e produttore televisivo statunitense (Los Angeles, n. 1964)
- Gordon Davidson, regista statunitense (New York, n. 1933 - Los Angeles, † 2016)
- Martin Davidson, regista e sceneggiatore statunitense (Brooklyn, n. 1939)

## Rugbisti a 15(1)
- Jeremy Davidson, ex rugbista a 15 e allenatore di rugby a 15 britannico (Belfast, n. 1974)

## Sceneggiatori(1)
- Greg Davidson, sceneggiatore e produttore televisivo statunitense (n. 1960)

## Scrittori(2)
- Alan Davidson, scrittore e diplomatico britannico (Derry, n. 1924 - Londra, † 2003)
- Lionel Davidson, scrittore britannico (Kingston upon Hull, n. 1922 - Londra, † 2009)

## Scrittrici(1)
- Robyn Davidson, scrittrice australiana (Miles, n. 1950)

## Storici(1)
- Basil Davidson, storico e africanista britannico (Bristol, n. 1914 - † 2010)

## Tennisti(2)
- Owen Davidson, tennista australiano (Melbourne, n. 1943 - Conroe, † 2023)
- Sven Davidson, tennista svedese (Borås, n. 1928 - Arcadia, † 2008)

## Velocisti(1)
- George Davidson, velocista neozelandese (Auckland, n. 1898 - Waikato, † 1948)

## Senza attività specificata(1)
- Roy Davidson, effettista statunitense (n. 1896 - Hollywood, † 1962)